# Oogilaht
Oogilaht ist ein natürlicher See in der Landgemeinde Saaremaa im Kreis Saare, auf der größten estnischen Insel Saaremaa. 3,1 Kilometer vom 12,7 Hektar großen See entfernt liegt der Ort Viltina und 130 Meter entfernt die Ostsee. Mit einer maximalen Tiefe von 150 Zentimetern ist er sehr seicht.